# Friedrich Miescher
Johan Friedrich Miescher (Basilea, 13 de agosto de 1844 - Davos, 26 de agosto de 1895) fue un biólogo y médico suizo. Aisló varias moléculas ricas en fosfatos, a las cuales llamó nucleínas (actualmente ácidos nucleicos), a partir del núcleo de los glóbulos blancos en 1869, y así preparó el camino para su identificación como los portadores de la información hereditaria, el ADN.
Este descubrimiento, que se publicó por primera vez en 1871, al principio no pareció relevante, hasta que Albrecht Kossel hizo sus primeras investigaciones en su estructura química. El trabajo se realizó en el laboratorio de Felix Hoppe-Seyler, en el palacio de Tubinga.
También demostró que la regulación de la respiración depende de la concentración de dióxido de carbono en la sangre. En 1872 fue nombrado profesor de la Universidad de Basilea.
Sufrió de tuberculosis durante la década de 1890 y falleció a los 51 años, en Davos, el 23 de agosto de 1895.
El Laboratorio Friedrich Miescher de la Sociedad Max Planck(de), (en alemán) lleva su nombre.

## Miescher y el ADN (ácido desoxirribonucleico)
Miescher era estudiante de Medicina y, en el laboratorio de Hoppe-Seyler, su maestro comenzó a analizar los restos de pus de los desechos quirúrgicos, aislando los núcleos de los glóbulos blancos y extrayendo una sustancia ácida y cargada de fósforo a la que denominó «nucleína» (hoy sabemos que esta sustancia es la nucleoproteína). Después de tratar las células con soluciones salinas, alcohol, ácidos y alcalinos, vio que las células tratadas con una solución salina daban un precipitado gelatinoso cuando se acidificaba la solución. Miescher supuso que el precipitado podría estar asociado con el núcleo celular. Para ensayar esta posibilidad, se dedicó a aislar núcleos. Cuando trató los núcleos aislados con una solución alcalina y luego la acidificaba, observó un precipitado. El análisis de este precipitado mostró que se trataba de un material complejo que contenía, entre otras cosas, nitrógeno y fósforo. Las proporciones eran diferentes a cualquier otro material biológico estudiado, por lo que concluyó que había aislado un componente biológico no descrito previamente, asociado casi exclusivamente con el núcleo.
Miescher, que se había trasladado a Basilea, comenzó sus investigaciones con el esperma de los salmones y descubrió la presencia de una serie de sustancias, una ácida (ácido nucleico o «nucleína») y una fuertemente básica, a la que denominó «protamina» y que se identifica con las histonas.
Los estudios de Miescher jugaron un papel muy importante en la biología molecular, que abrió las puertas a numerosas pruebas y experimentos que realizaron varias personalidades diferentes, aunque en su época el término <<nucleína>> era muy poco conocido y él nunca lo propuso como el ADN que conocemos hoy.